# NGC 5900
NGC 5900 (другие обозначения — UGC 9790, MCG 7-31-46, ZWG 221.44, IRAS15132+4223, PGC 54431) — спиральная галактика (Sb) в созвездии Волопас.
Этот объект входит в число перечисленных в оригинальной редакции «Нового общего каталога».